# 152647 Rinako
152647 Rinako è un asteroide della fascia principale. Scoperto nel 1997, presenta un'orbita caratterizzata da un semiasse maggiore pari a 2,4578477 UA e da un'eccentricità di 0,2524707, inclinata di 12,28020° rispetto all'eclittica.